# 弗里德里希·卡尔克布雷纳
弗里德里希·威尔海姆·卡尔克布雷纳（德語：Friedrich Wilhelm Kalkbrenner；1785年11月7日—1849年6月10日），德国钢琴家，作曲家。早年在巴黎音乐学院学习，后来成为欧洲一流的钢琴家，晚年以教学为生。他的演奏在当时颇受欢迎，曾有意教導蕭邦，但遭拒絕。卡尔克布雷纳的作品很多，但主要为沙龙音乐性质，目前已很少演奏。

## 外部連結
- 弗里德里希·卡尔克布雷纳的免费乐谱，由国际乐谱典藏计划提供